# (4166) Понтрягин
(4166) Понтрягин (лат. Pontrygin) — астероид главного пояса, который был открыт 26 сентября 1978 года советским астрономом Людмилой Журавлёвой в Крымской астрофизической обсерватории и назван в честь советского математика, академика Льва Семёновича Понтрягина.
Эксцентриситет орбиты равен 0,03 (почти окружность), наклонение орбиты к плоскости эклиптики — 3,1°, период обращения вокруг Солнца — 1538 дней